# ヘキサフルオロシクロトリホスファゼン
ヘキサフルオロシクロトリホスファゼン（英: Hexafluorocyclotriphosphazene）は、化学式(NPF2)3で表される、リンと窒素とフッ素からなる無機化合物である。

## 構造
リンと窒素からなる六員環のうちのリン原子に、フッ素原子が二つずつ結合した構造である。

## 合成
五塩化リン PCl5 と塩化アンモニウム NH4Cl から合成した三量体のヘキサクロロシクロトリホスファゼン (NPCl2)3 の塩素をフッ素に置換することで製造される。
アセトニトリルの存在下で、(NPCl2)3 とフッ化カリウム KF を80℃で2時間加熱することで得られる。この他、ニトロベンゼン中でフッ化硫酸カリウム KSO3F と(NPCl2)3 を反応させる方法、オートクレーブ中でフッ化カリウムと硫酸 SO2 の混合物と(NPCl2)3を長時間反応させる方法、フッ化鉛 PbF2 、フッ化ナトリウム NaF 、フッ化銀(I) AgF をフッ素化剤としてニトロベンゼンあるいは水の存在下で反応させる方法、トリフルオロメタンスルホン酸カリウム CF3SO3K と窒化リン P3N5 を700℃で反応させることによっても合成することができる。三フッ化リン PF3あるいは五フッ化リン PF5とアンモニア NH3やフッ化アンモニウム NH4Fとの反応で直接合成することはできない。

## 用途
歯科用フッ素徐放性コンポジットなど、機能性環状オルガノホスファゼンの中間原料となる。